# Trebostovo
Trebostovo és un poble i municipi d'Eslovàquia que es troba a la regió de Žilina, al centre-nord del país.

## Demografia
| Godina             | 1994 | 2004   | 2014    | 2024    |
| ------------------ | ---- | ------ | ------- | ------- |
| Nombre de persones | 431  | 455    | 538     | 651     |
| Diferència         |      | +5,56% | +18,24% | +21,00% |

| Godina             | 2023 | 2024   |
| ------------------ | ---- | ------ |
| Nombre de persones | 639  | 651    |
| Diferència         |      | +1,87% |